# Ерёменко, Галина Григорьевна
Галина Григорьевна Ерёменко, в девичестве — Логвиненко (1934, Харьковская область, Украинская ССР) — рабочая Хецерского совхоза Министерства сельского хозяйства СССР, Зугдидский район, Грузинская ССР. Герой Социалистического Труда (1950).

## Биография
Родилась в 1934 году в крестьянской семье в одном из сельских населённых пунктов Харьковской области. В 1940 году вместе с семьёй переехала в Зугдидский район, где её родители устроились на работу в местном чайном совхозе. Трудовую деятельность начала в послевоенные годы на чайной плантации Хецерского совхоза с усадьбой в селе Хецера.
В 1949 году, будучи 15-летним подростком, собрала 6009 килограммов чайного листа на площади 0,5 гектара. Указом Президиума Верховного Совета СССР от 31 июля 1950 года удостоена звания Героя Социалистического Труда за «получение высоких урожаев сортового чайного листа и цитрусовых плодов в 1949 году» с вручением ордена Ленина и золотой медали «Серп и Молот» (№ 5308).
За выдающиеся трудовые достижения по итогам работы в 1950 году была награждена вторым орденом Ленина.
В последующие годы переехала в Тюменскую область, где трудилась в нефтедобывающем предприятии.
Награды
- Герой Социалистического Труда
- Орден Ленина — дважды (1950; 27.07.1951)